# Ernst Wendel (musicien)
Pour les articles homonymes, voir Ernst Wendel et Wendel.
Ernst Wendel, né le 26 mars 1876 à Breslau et mort le 20 mai 1938 à Iéna, est un violoniste et chef d'orchestre allemand.

## Biographie
Ernst Wendel naît le 26 mars 1876 à Breslau.
Il étudie le violon avec Joseph Joachim à Berlin et la théorie avec Woldemar Bargiel.
Wendel se rend aux États-Unis en 1896 et fait partie de l'Orchestre symphonique de Chicago pendant deux saisons. Il retourne ensuite en Allemagne où il est à la tête du Musikverein de Königsberg de 1898 à 1909. Il dirige ensuite à Brême, Berlin, Francfort et Nuremberg.
Il meurt le 20 mai 1938 à Iéna.

## Œuvres
Comme compositeur, Ernst Wendel est notamment l'auteur de :
- Das Grab im Busento, pour chœur d'hommes avec orchestre ;
- Das deutsche lied, pour chœur d'hommes avec orchestre.

Il compose également des chœurs d'hommes a cappella et des lieder.